# Алексей (Русия)
Вижте пояснителната страница за други личности с името Алексей.
Алексей Михайлович Романов (на руски: Алексей Михайлович Романов) е цар на Русия (1645 – 1676) от династията Романови. Макар управлението му да е съпътствано с вътрешни вълнения, той постига успехи срещу Жечпосполита, присъединявайки към Русия източните части на Украйна.

## Произход и възкачване
Алексей Романов е роден през 1629 в Москва. Той е син на цар Михаил и Евдокия Стрешньова. През 1645, след смъртта на баща си, той го наследява като цар.

## Управление

### Вътрешна политика
В първите години от управлението му начело на правителството е неговият наставник Борис Морозов. През 1648 царят се жени за Мария Милославская, а няколко дни по-късно Морозов се жени за нейната сестра Анна. В опитите си да стабилизира финансите, Морозов намалява държавните разходи и увеличава данъците, сред които и данъка върху солта. Това предизвиква недоволството на дворяните и гражданите и след Солния бунт през 1648 царят е принуден да го отстрани от столицата.
След заминаването на Морозов най-влиятелна фигура в двора става княз Никита Одоевски. През 1649 е свикан Земски събор, който изготвя нов правен кодекс, довел до окончателното закрепостяване на селяните. В същото време бунтовете в провинцията продължават и през 1650 правителството трябва да отстъпи пред исканията на разбунтувалите се градове Псков и Новгород. При тези събития важна роля играе новгородският митрополит Никон, който през 1652 става патриарх и пръв министър на цар Алексей.
Патриарх Никон провежда сериозни реформи в Руската православна църква, основната цел на които е да повиши нейния авторитет и да уеднакви ритуалите ѝ с тези на останалите Източноправославни църкви. На промените в ритуалите се противопоставя влиятелна група духовници, водени от протопоп Авакум Петрович, което довежда до схизма и отделяне от църквата на старообредците.

### Войни с Жечпосполита и Швеция
През 1653 цар Алексей решава да се намеси в споровете между правителството на Жечпосполита и украинските казаци, надявайки се да присъедини към Русия земите на някогашната Киевска Рус. Той се договаря с казашкия хетман Богдан Хмелницки и на следващата година започва война срещу Жечпосполита. През 1654 териториите на изток от Днепър, контролирани от Хмелницки, признават върховенството на руския цар, а армията превзема град Смоленск.
В началото на 1655 руското настъпление е спряно, но малко по-късно нашествието на шведския крал Карл X хвърля Жечпосполита в анархия. Руснаците без да срещат особена съпротива окупират всички територии, които все още не са заети от Швеция и предявяват претенции към цяла Литва. Те обаче не успяват да се споразумеят с шведите и през 1656 Алексей обявява война на Швеция. Във войната срещу Швеция той не постига голям успех. Превзема Дорпат, но претърпява големи загуби без да успее да превземе Рига.
През 1658 цар Алексей влиза в остър конфликт с патриарх Никон във връзка с държавния контрол върху църковното имущество. Патриархът е отстранен от Москва, а функциите на пръв министър започва да изпълнява Афанасий Ордин-Нашчокин. Междувременно Жечпосполита се възстановява от претърпения удар и Алексей трябва да сключи мир с шведите, тъй като няма възможност да води война на два фронта. На 2 юли 1661 между Русия и Швеция е сключен мирен договор, като се възстановява положението от преди войната. Войната с Жечпосполита продължава още шест години. На 11 февруари 1667 е сключен Андрусовския договор, според който Жечпосполита си връща окупираните от Русия Витебск, Полоцк и Ливония, но Русия получава Смоленск, Киев и Левобрежна Украйна.

### Последни години
След изтощителните войни през 50-те и 60-те години, в края на управлението си цар Алексей поддържа мирни отношения със съседите си. През 1670 пръв министър става Артамон Матвеев, за чиято племенница Наталия Наришкина царят се жени през 1671. През 1670 – 1671 правителството трябва да се справи с мащабното въстание на казашкия водач Степан Разин, обхванало южните области на страната.
В края на 1675 Алексей Романов заболява тежко и умира в началото на 1676.

## Семейство и деца
От брака си с Мария Милославска Алексей има 9 деца, които доживяват до зряла възраст. От тях 3 са момчета, но най-големият умира през 1670 на 16 години. Децата на Алексей от първия брак са:
- Евдокия Алексевна (1650 – 1712)
- Марфа Алексеевна (1652 – 1707)
- Алексей Алексеевич (1654 – 1670)
- София Алексеевна (1657 – 1704)
- Екатерина Алексеевна (1658 – 1718)
- Мария Алексеевна (1660 – 1723)
- Фьодор III (1661 – 1682)
- Феодосия Алексеевна (1662 – 1713)
- Иван V (1666 – 1696)

След смъртта на първата си съпруга през 1669, Алексей се жени повторно през 1671 за Наталия Наришкина. Техните деца са:
- Петър I (1672 – 1725)
- Наталия Алексеевна (1673 – 1716)
- Фьодора Алексеевна (1674 – 1677)